# 私は二歳
『私は二歳』（わたしはにさい）は、松田道雄による1961年出版の育児書。また、本作などを元に製作された1962年公開の日本映画。

## 書籍
小児科医の松田道雄が朝日新聞関西版に連載していた育児コラムの、『私は赤ちゃん』に続く2冊目の書籍化。1961年に岩波書店から「岩波新書」の一冊として刊行された。挿絵はいわさきちひろ。架空の幼児が「私」の一人称で語る小説的な文体を用い、作中登場人物の医師の言葉を借りて家庭環境や住環境が幼児の心理発達におよぼす影響や、典型的な病気、家庭内事故などの注意点がつづられている。書籍化にあたり書き下ろしの章が大幅に加えられている。